# Eois mixosemia
Eois mixosemia är en fjärilsart som beskrevs av Louis Beethoven Prout 1926. Eois mixosemia ingår i släktet Eois och familjen mätare. Inga underarter finns listade i Catalogue of Life.